# Simaba morettii
Simaba morettii är en bittervedsväxtart som beskrevs av C. Feuillet. Simaba morettii ingår i släktet Simaba och familjen bittervedsväxter. Inga underarter finns listade i Catalogue of Life.